# Království Mapungubwe
Království Mapungubwe (cca 1075–1220) byl středověký státní útvar v Jižní Africe, který ležel na soutoku řek Šaši a Limpopo. Království Mapungubwe bylo prvním útvarem, ze kterého se později zrodilo Velké Zimbabwe (obdobně jako Bambandyanalo). Centrem království bylo město Mapungubwe, které mělo ve svém rozkvětu kolem 5000 obyvatel.

## Původ

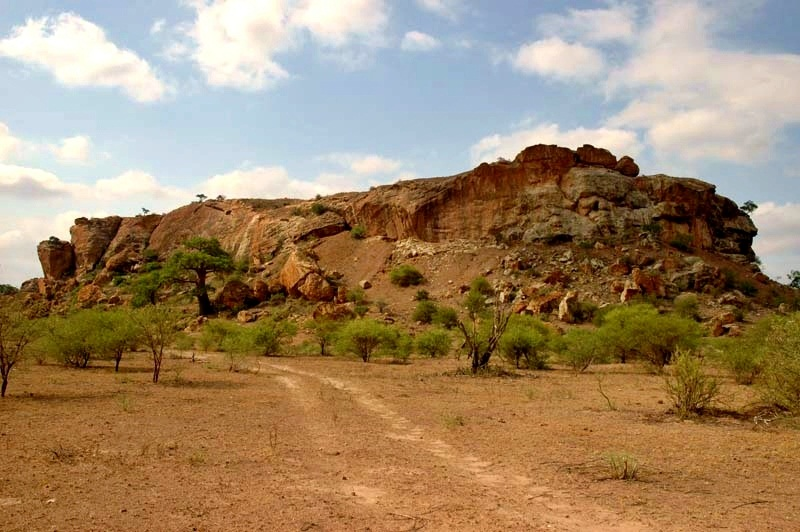
Vrch Mapungubwe.

Nejstarší dochované osídlení v této oblasti získalo označení kultura Leopardí skály (Leopard's Kopje), označované také jako kultura K2. Pravděpodobně se jednalo o etnikum Kalanga (kmen jižních Bantuů). Etnikum se usídlilo v oblasti soutoku řek Šaši a Limpopo pravděpodobně díky úrodné půdě a také díky hojnému výskytu slonů (slonovina) a nalezištím zlata. Někdy kolem roku 1075 se podle odhadů archeologů populace natolik rozšířila, že museli opustil Leopardí skálu a přesunuli se na vrch Mapungubwe. Vrch Mapungubwe je přibližně 300 metrů dlouhý a přístupný pouze po dvou úzkých a velmi příkrých stezkách. Rozbory půdy ukázaly, že v prehistorické době tehdejší lidé na skalnatý útvar nanosili dva tisíce tun zeminy. Tamní osídlení lze datovat tedy do starších dob, kromě uměle nanošené hlíny ovšem po tehdejších obyvatelích nezůstaly žádné památky. Několikrát provedená radiokarbonová metoda datování přesně určila nejstarší dochované nálezy v oblasti vrchu Mapungubwe do 11. století našeho letopočtu.

## O království
Nálezy potvrdily, že šlo na svou dobu o vcelku rozvinuté oblastní království. Bylo doloženo, že jako první v tamní oblasti stavěli opracované kamenné zdi chránící nejdůležitější části města. Celý vrch byl obehnán dřevěnou palisádou. Co se týče názvu, je převzat z názvu hlavního města Mapungubwe. Na významu slova ovšem nepanuje shoda; může znamenat buď „místo šakalů“, „místo, kam chodí šakali jíst“, „šakalí vrch“, ale také „místo vědění“ nebo „místo, kde se kámen mění na tekutinu“.
Archeologové označují království Mapungubwe za první společnost založenou na třídním uspořádání v Jižní Africe. Vyšší třída byla oddělena od zbytku populace, ať už statusově tak také místem, kde žili. Také jde o první jihoafrickou doloženou společnost, která fungovala na bázi ceremniálního spirituálního panování. Ovšem všechny úsudky jsou založeny na pozůstatcích budov, jelikož se nedochoval žádný písemný pramen, není tedy zřejmé, jestli ovládali písmo. Pozůstatky budov odhalily, že společnost se pravděpodobně dělila na tři třídy. Běžní obyvatelé království žili na úpatí vrchu, středně významné osoby na menších návrších a panovníci nejvýše. Nejvyšší místa byla také zvolena coby pohřebiště panovníků.

## Vykopávky

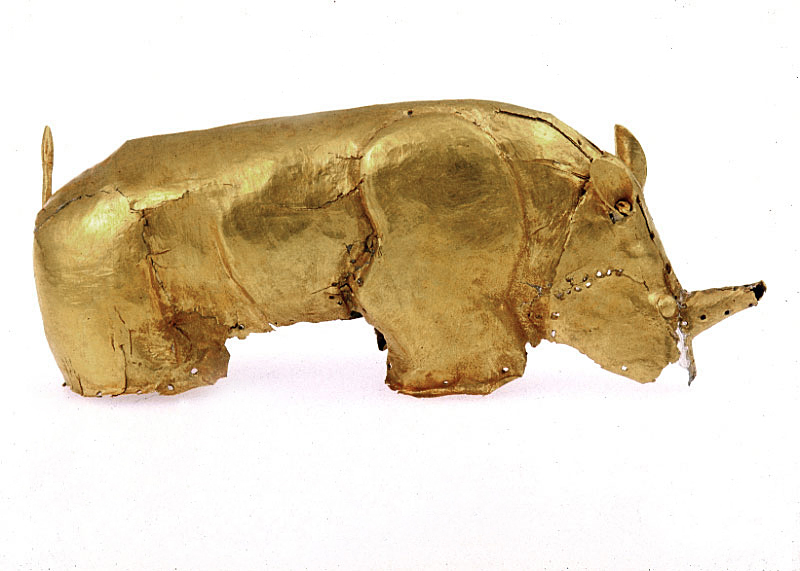
Nalezený zlatý nosorožec z Mapungubwe.

Království Mapungubwe bylo znovunalezeno v roce 1932, kdy zde prováděl vykopávky místní farmář ESJ van Graan se svým synem, kteří následovali legendy původních obyvatel o bájném království na vrchu Mapungubwe. Na vrchu nalezly několik zlatých předmětů včetně zlatého nosorožce. První rozsáhlé vykopávky se konaly v roce 1933. Bylo nalezeno 24 hrobů s ostatky. Ovšem kvůli porušení hrobů šlo ohledat jen devět koster, které byly z hrobů vyzvednuty a převezeny do muzea. Většina byla pohřbena bez artefaktů, u dvou se ovšem našly zlaté předměty. Ostatky nalezené na vrchu Mapungubwe tam byly znovu pohřbeny až v roce 2007.
Vrch je v současné době součástí národního park a od roku 2003 je zapsán na seznam památek Světového dědictví.